# Monte Carlo (San Marino)
Il monte Carlo è un monte della Repubblica di San Marino che si trova nel castello di Fiorentino. Con i suoi 559 m.s.l. è la seconda cima più alta del piccolo Stato dopo il monte Titano (739 m).
Il 16 aprile 1913, l'aviatore triestino Gianni Widmer effettuò il primo volo sul cielo di San Marino. Con il suo Blériot XI da 50 cavalli, partito dal piano della Sartòna, a Rimini, pur con vento contrario toccò quota 1.600 metri prima di atterrare dopo undici minuti di volo sul pianoro del monte Carlo (508 m) nel territorio di Fiorentino.
Un cippo eretto sul pianoro dove avvenne l'atterraggio ricorda l'impresa di Widmer, insignito dalla Repubblica di San Marino della medaglia d'oro di prima classe al merito civile. Il monumento fu realizzato dallo scultore Carlo Reffi, mentre l'epigrafe venne scritta da Pietro Franciosi. In ordine di tempo fu il secondo cippo innalzato nel mondo ad un aviatore, il primo essendo quello scoperto sempre nel 1913, a Parigi, in onore di Alberto Santos Dumont.
| Controllo di autorità | VIAF (EN) 5728156677163233770006 |